# Jakub Wajman
Jakub Wajman (* 13. August 2005 in Wągrowiec) ist ein polnischer Fußballspieler, der im linken Mittelfeld agiert.

## Karriere

### Verein
Wajman begann seine Karriere bei Wełna Rogoźno und Warta Posen im Jugendbereich.
Seit dem 11. Mai 2023 ist er im Team von Warta Posen in der 1. Mannschaft aktiv. Zu seinem Debüt in der Ekstraklasa kam er am 21. Juli 2023 gegen Pogoń Stettin, als er in der 85. Minute für Jakub Bartkowski eingewechselt wurde. Das Spiel verlor Warta mit 0:1.